# (17023) Abbott
(17023) Abbott  es un asteroide perteneciente al cinturón de asteroides, descubierto el 7 de marzo de 1999 por John Broughton desde el Observatorio de Reedy Creek, en Australia.

## Designación y nombre
Abbott se designó inicialmente como 1999 EG.
Más adelante fue nombrado en honor al cómico estadounidense  Bud Abbott (1895-1974).

## Características orbitales
Abbott orbita a una distancia media del Sol de 2,4160 ua, pudiendo acercarse hasta 2,1203 ua y alejarse hasta 2,7117 ua. Tiene una excentricidad de 0,1223 y una inclinación orbital de 1,8550° grados. Emplea en completar una órbita alrededor del Sol 1371 días.

## Características físicas
Su magnitud absoluta es 14,9. Tiene 2,835 km de diámetro. Su albedo se estima en 0,264.